# Liste des intercommunalités de la Haute-Savoie

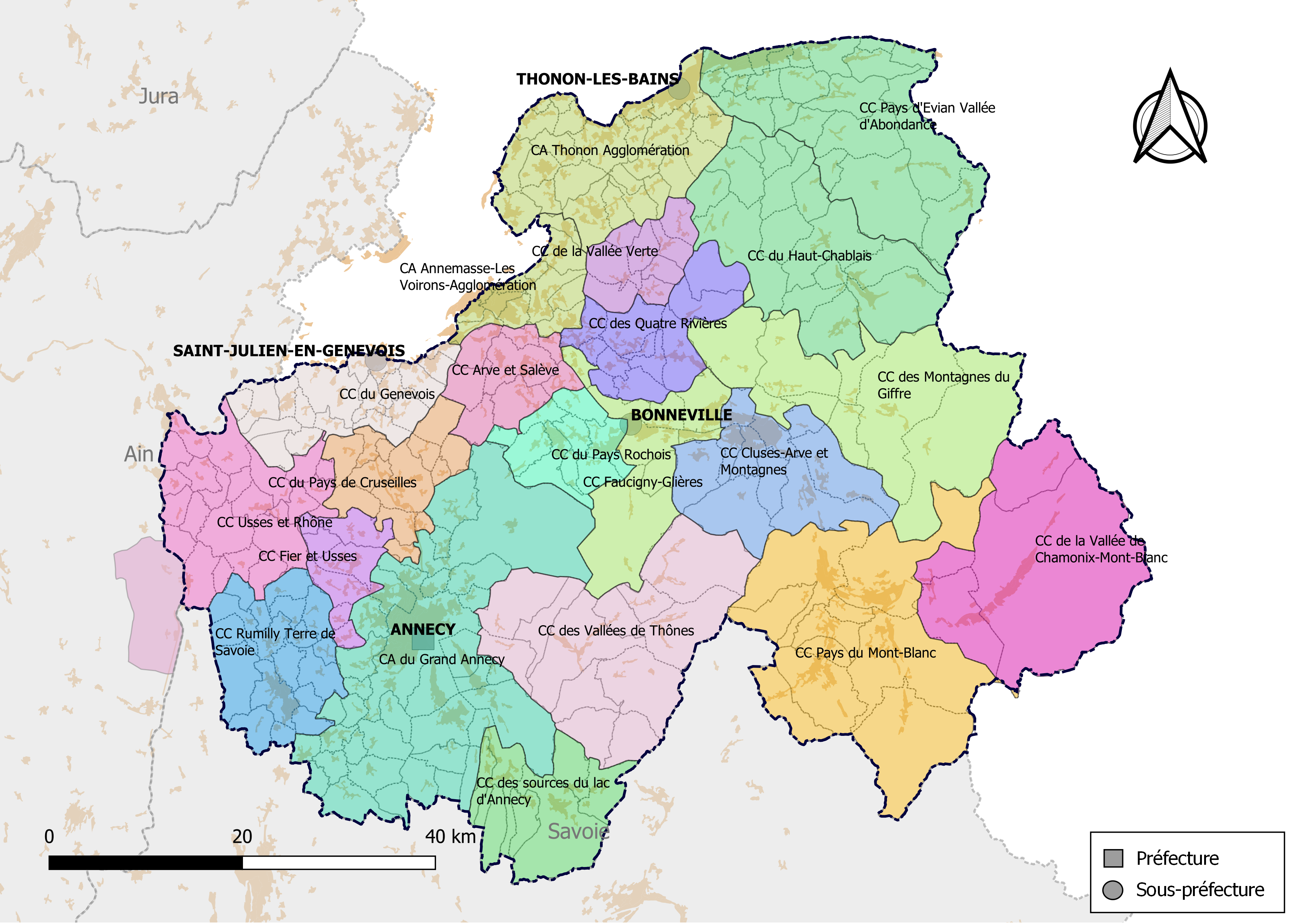
Carte des EPCI de la Haute-Savoie au 1er janvier 2019.

Les communes du département de la Haute-Savoie sont regroupées dans 21 intercommunalités : 3 communautés d'agglomération et 18 communautés de communes.

## Intercommunalités à fiscalité propre
Au 1er janvier 2023, le département de la Haute-Savoie compte 21 établissements publics de coopération intercommunale à fiscalité propre dont le siège est dans le département (3 communautés d'agglomération et 18 communautés de communes), dont un qui est interdépartemental.  
| Forme juridique            | Nom                                    | no SIREN  | Date de création | Nombre de communes     | Population (der. pop. légale) | Superficie (km2) | Densité (hab./km2) | Siège               | Président             |
| -------------------------- | -------------------------------------- | --------- | ---------------- | ---------------------- | ----------------------------- | ---------------- | ------------------ | ------------------- | --------------------- |
| Communauté d'agglomération | CA du Grand Annecy                     | 200066793 | 1er janvier 2017 | 34                     | 210 423 (2021)                | 515,0            | 409                | Annecy              | Frédérique Lardet     |
| Communauté d'agglomération | Annemasse - Les Voirons Agglomération  | 200011773 | 5 décembre 2007  | 12                     | 93 417 (2021)                 | 78,20            | 1 195              | Annemasse           | Gabriel Doublet       |
| Communauté d'agglomération | CA Thonon Agglomération                | 200067551 | 1er janvier 2017 | 25                     | 93 344 (2021)                 | 238,90           | 391                | Thonon-les-Bains    | Christophe Arminjon   |
| Communauté de communes     | CC Cluses-Arve et Montagnes            | 200033116 | 12 juillet 2012  | 10                     | 46 778 (2021)                 | 203,70           | 230                | Cluses              | Jean-Philippe Mas     |
| Communauté de communes     | CC Pays du Mont-Blanc                  | 200034882 | 1er janvier 2013 | 10                     | 45 310 (2021)                 | 375,80           | 121                | Passy               | Jean-Marc Peillex     |
| Communauté de communes     | CC du Genevois                         | 247400690 | 26 décembre 1995 | 17                     | 48 708 (2021)                 | 151,50           | 322                | Archamps            | Pierre-Jean Crastes   |
| Communauté de communes     | CC Pays d'Évian Vallée d'Abondance     | 200071967 | 1er janvier 2017 | 22                     | 42 574 (2021)                 | 322,50           | 132                | Publier             | Josiane Lei           |
| Communauté de communes     | CC Rumilly Terre de Savoie             | 247400740 | 22 décembre 1999 | 17                     | 32 739 (2021)                 | 170,80           | 192                | Rumilly             | François Ravoire      |
| Communauté de communes     | CC du pays Rochois (Haute-Savoie)      | 247400724 | 1er janvier 2000 | 9                      | 29 112 (2021)                 | 93,90            | 310                | La Roche-sur-Foron  | David Ratsimba        |
| Communauté de communes     | CC Faucigny-Glières                    | 200000172 | 30 novembre 2005 | 7                      | 27 764 (2021)                 | 150,70           | 184                | Bonneville          | Stéphane Valli        |
| Communauté de communes     | CC Usses et Rhône                      | 200070852 | 1er janvier 2017 | 26 (dont 3 dans le 01) | 21 160 (2021)                 | 273,70           | 77                 | Seyssel             | Paul Rannard          |
| Communauté de communes     | CC Arve et Salève                      | 247400583 | 9 novembre 1993  | 8                      | 20 352 (2021)                 | 99,30            | 205                | Reignier-Ésery      | Sébastien Javogues    |
| Communauté de communes     | CC des vallées de Thônes               | 247400617 | 1er janvier 1994 | 12                     | 18 655 (2021)                 | 349,70           | 53                 | Thônes              | Gérard Fournier-Bidoz |
| Communauté de communes     | CC des quatre rivières (Haute-Savoie)  | 247400666 | 1er janvier 1994 | 11                     | 19 857 (2021)                 | 135,0            | 147                | Marcellaz           | Bruno Forel           |
| Communauté de communes     | CC des sources du lac d'Annecy         | 247400773 | 28 décembre 2000 | 7                      | 15 278 (2021)                 | 150,50           | 102                | Faverges-Seythenex  | Jacques Dalex         |
| Communauté de communes     | CC du pays de Cruseilles               | 247400112 | 14 décembre 2001 | 13                     | 16 728 (2021)                 | 116,90           | 143                | Cruseilles          | Xavier Brand          |
| Communauté de communes     | CC Fier et Usses                       | 247400567 | 17 juin 1993     | 7                      | 15 945 (2021)                 | 68,0             | 235                | Sillingy            | Henri Carelli         |
| Communauté de communes     | CC de la vallée de Chamonix-Mont-Blanc | 200023372 | 1er janvier 2010 | 4                      | 13 486 (2021)                 | 217,60           | 62                 | Chamonix-Mont-Blanc | Eric Fournier         |
| Communauté de communes     | CC du Haut-Chablais                    | 247400682 | 1er janvier 1995 | 15                     | 12 871 (2021)                 | 309,30           | 42                 | Le Biot             | Fabien Trombert       |
| Communauté de communes     | CC des Montagnes du Giffre             | 200034098 | 18 octobre 2012  | 8                      | 12 121 (2021)                 | 351,0            | 35                 | Taninges            | Stéphane Bouvet       |
| Communauté de communes     | CC de la Vallée Verte                  | 247400047 | 1er janvier 2010 | 8                      | 8 282 (2021)                  | 79,30            | 104                | Boëge               | Jean-Paul Musard      |

## Intercommunalités à fiscalité propre en 2017

### 3communautés d'agglomération
| Code EPCI | Intercommunalité                      | Siège            | Président          | Fonction                            | Nuance politique | Nuance politique | Population (2014) | Communes |
| --------- | ------------------------------------- | ---------------- | ------------------ | ----------------------------------- | ---------------- | ---------------- | ----------------- | -------- |
| 200011773 | Annemasse - Les Voirons Agglomération | Annemasse        | Christian Dupessey | Maire d'Annemasse                   |                  | PS               | 88 276            | 12       |
| 200066793 | Grand Annecy                          | Annecy           | Jean-Luc Rigaut    | Maire d'Annecy                      |                  | UDI              | 196 332           | 34       |
| 200067551 | Thonon Agglomération                  | Thonon-les-Bains | Jean Neury         | Maire de Veigy-Foncenex (2001-2014) |                  | DVD              | 85 019            | 25       |

### 18communautés de communes
| Code EPCI | Intercommunalité                                           | Siège               | Président             | Fonction                           | Nuance politique | Nuance politique | Population (2014) | Communes               |
| --------- | ---------------------------------------------------------- | ------------------- | --------------------- | ---------------------------------- | ---------------- | ---------------- | ----------------- | ---------------------- |
| 247400583 | Communauté de communes Arve et Salève                      | Reignier-Ésery      | Louis Favre           | Maire de Pers-Jussy                |                  | DVD              | 18 933            | 8                      |
| 247400740 | Communauté de communes Rumilly Terre de Savoie             | Rumilly             | Pierre Blanc          | Maire de Sâles                     |                  | DVD              | 30 032            | 18                     |
| 200033116 | Communauté de communes Cluses-Arve et Montagnes            | Cluses              | Gilbert Catala        | Maire de Thyez                     |                  | UDI              | 45 171            | 10                     |
| 247400112 | Communauté de communes du pays de Cruseilles               | Cruseilles          | Jean-Michel Combet    | Maire de Cercier                   |                  | SE               | 14 512            | 13                     |
| 200000172 | Communauté de communes Faucigny-Glières                    | Bonneville          | Stéphane Valli        | 1er adjoint au maire de Bonneville |                  | UMP              | 26 015            | 7                      |
| 247400567 | Communauté de communes Fier et Usses                       | Sillingy            | François Daviet       | Maire de La Balme-de-Sillingy      |                  | DVD              | 14 738            | 7                      |
| 247400690 | Communauté de communes du Genevois                         | Archamps            | Pierre-Jean Crastes   | Maire de Chenex                    |                  | SE               | 41 482            | 17                     |
| 247400682 | Communauté de communes du Haut-Chablais                    | Le Biot             | Jacqueline Garin      | Maire de La Vernaz                 |                  | SE               | 12 451            | 15                     |
| 200034098 | Communauté de communes des Montagnes du Giffre             | Taninges            | Stéphane Bouvet       | Maire de Sixt-Fer-à-Cheval         |                  | SE               | 11 831            | 8                      |
| 247400773 | Communauté de communes des Sources du Lac d'Annecy         | Faverges-Seythenex  | Michel Coutin         | Adjoint au maire de Doussard       |                  | UMP              | 15 114            | 7                      |
| 200071967 | Communauté de communes Pays d'Évian Vallée d'Abondance     | Publier             | Josiane Lei           | Maire-adjointe d'Évian-les-Bains   |                  | LR               | 38 811            | 22                     |
| 200034882 | Communauté de communes Pays du Mont-Blanc                  | Passy               | Georges Morand        | Maire de Sallanches                |                  | DVD              | 43 815            | 10                     |
| 247400724 | Communauté de communes du pays Rochois                     | La Roche-sur-Foron  | Marin Gaillard        | Maire de Saint-Pierre-en-Faucigny  |                  | DVD              | 26 647            | 9                      |
| 247400666 | Communauté de communes des Quatre Rivières                 | Marcellaz           | Bruno Forel           | Maire de Fillinges                 |                  | UDI              | 18 381            | 11                     |
| 200070852 | Communauté de communes Usses et Rhône                      | Seyssel             | Paul Rannard          | Maire de Chêne-en-Semine           |                  |                  | 19 444            | 26 (dont 3 dans l'Ain) |
| 200023372 | Communauté de communes de la vallée de Chamonix-Mont-Blanc | Chamonix-Mont-Blanc | Éric Fournier         | Maire de Chamonix-Mont-Blanc       |                  | DVD              | 13 301            | 4                      |
| 247400047 | Communauté de communes de la Vallée Verte                  | Boëge               | Yves Dupraz           | Maire de Burdignin                 |                  | SE               | 7 390             | 8                      |
| 247400617 | Communauté de communes des vallées de Thônes               | Thônes              | Gérard Fournier-Bidoz | Maire des Villards-sur-Thônes      |                  | DVD              | 18 791            | 13                     |

### Syndicats
Syndicat mixte du lac d'Annecy

## Anciennes intercommunalités
- Communauté de l'agglomération d'Annecy
- Communauté de communes du Bas-Chablais
- Communauté de communes des collines du Léman
- Communauté de communes de la rive gauche du lac d'Annecy
- Communauté de communes de la Semine
- Communauté de communes de la Tournette
- Communauté de communes du pays d'Alby-sur-Chéran
- Communauté de communes du pays d'Évian
- Communauté de communes du pays de la Fillière
- Communauté de communes du pays de Seyssel
- Communauté de communes du val des Usses
- Communauté de communes de la vallée d'Abondance